# Sergi Durà
Sergi Durà o Sergio Durá (Valencia, 1973) es un escritor satírico. Ejerce además como negro literario y coordinó la fundación de una agencia literaria.

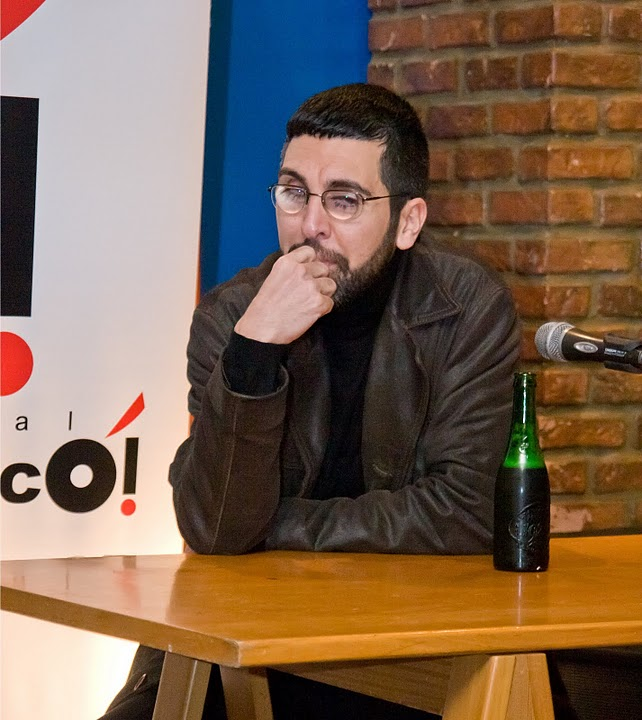
Home-Llop-Presentacions-7104

## Datos biográficos
Sergi Durà nace en Valencia el 10 de marzo de 1973. 
Nacido en la cercanía a la creación literaria, otros idiomas y los viajes practicados por Joseph Emmanuel M. M., familiar trotamundos, traductor y poeta. Sergi se sumerge en el mundo de los libros y comienza a escribir, con dieciséis años abandona los estudios y un año más tarde termina su primera obra. A los veintitrés años y tras vivir un año en Mallorca y otra temporada en Navarra, termina su primera novela, Pistolas y rosas, en la que recaerá uno de los Premios Literarios Tiflos 2002. Seguidamente se traslada a tierras de Shakespeare. Vive en Stratford-upon-Avon y trabaja en hoteles y haciendo hamburguesas para McDonald’s. Madrid o Sligo, en Irlanda, donde consigue ser becario en la Biblioteca Municipal, serán otros de los lugares elegidos para vivir. En 2007, su proyecto de desarrollo social SUCDESOL recibe el Premio al Mejor Proyecto Empresarial 2007, otorgado por el Ayuntamiento de Valencia. Tras haber colaborado como lector externo con una agencia literaria y ejercer algunos encargos como negro literario en 2008, constituye Fidelio Trading, Agencia Literaria.

## Obras y carácter literario
Relatos cortos:
La novia (1992),
Viajes asimétricos (2007).
Novelas sin publicar:
El precio del deseo (1989).
Pistolas y rosas (1999).	
En busca del deportivo rojo (2001).
Besar el cristal (2005).
Obras publicadas:
Coincidencias (2009).
Un Home Llop Xangainés a Dubai - Un Hombre Lobo Shanghainés en Dubái (Editorial Cocó, 2011).
Con un marcado carácter satírico, crítico e inconformista, sus obras ofrecen una visión abierta, donde se mezclan la ironía, el humor y las claves de lo humano en la inmediatez del momento presente, que aprovecha para desplegar elementos de crítica social, en un lenguaje de prosa libre y actual con ciertos aires de lirismos irónicos y burlescos donde hilaridad, sexo y ciertos elementos grotescos danzan junto a personajes que nos resultan cercanos en escenarios sardónicos que nos hacen regocijarnos, reír y reflexionar.
Coincidencias (Brosquil 2009), es una sátira social en la que el autor repasa la corrupción política y las aberraciones de la crisis económica de la mano de Yisel Charboneau, joven de faldas cortas, amante de la libertad y los encuentros sexuales. En esta obra con tintes humorísticos, Sergi Durà utiliza la burla y la parodia para reírse de sí mismo y denunciar una sociedad plagada de corrupciones políticas y negocios turbios, siendo calificado el texto como el te quiero un huevo por el periódico El País.
En 2011 colabora con un texto sobre la manipulación de la información y los medios en colaboración con Carmen Alborch, Mónica Oltra y otros autores. Voces Democratistas, (2011, .G).

## Un home llop xangainés a Dubai
Humor bizarro escrito bajo el concepto fresh-writing, en un texto actual entre la parodia y el análisis satírico del panorama social, tomando como escenario un Dubái desproporcionado que roza la distopía.
En Un home llop xangainés a Dubai, (2011, Editorial Cocó), (Un hombre lobo shanghainés en Dubai) Sergi Durà nos presenta a un hombre lobo chino, aburrido, insatisfecho, desconcertado y descontento, víctima de la crisis y los ecos del sueño americano, un hombre lobo de casi cuarenta años melancólico por los 80, y obsesionado con la fama, que se ve obligado a interpretar su papel, a competir con otros para ser alguien y poder llegar a ser, para entretener el tiempo, para romper el maleficio de una época donde la originalidad e innovación resultan complicadas.
Shanghái y Dubái, trayectos en avión, dosis de sexo tan fugaces como rotundas, Berlusconi como encarnación de los males de una época y personajes de los 80 se entrecruzan con un hombre lobo en busca de la fama y con el lector, en combinación de ingredientes y registros que hacen disfrutar de momentos divertidos, al tiempo que se propicia una posible reflexión sobre distintas incoherencias del individuo y sociedad de nuestro tiempo.